# Деревни с укреплёнными церквями в Трансильвании
Деревни с укреплёнными церквями в Трансильвании (рум. Biserici fortificate din Transilvania, нем. Kirchenburgen in Siebenbürgen) — объект всемирного наследия ЮНЕСКО, состоящий из 7 деревень, построенных трансильванскими саксами, с расположенными в них укреплёнными церквями XIII—XVI веков.
Саксонские деревни в Трансильвании появились в XII веке, когда короли Венгрии поселили здесь немецких колонистов. Саксы имели особый статус среди других трансильванских народов, а их культура смогла выжить и процветать, сформировав общество крестьян, ремесленников и торговцев. Деревни столкнулись с угрозой татарских и турецких набегов. В целях защиты, вокруг церквей начали сооружать оборонительные сооружения и склады для хранения ценных товаров и припасов во время осад.

## Список
| Русское название | Оригинальные названия                              | Изображение | Жудец   | Главный объект                     | Координаты                      |
| ---------------- | -------------------------------------------------- | ----------- | ------- | ---------------------------------- | ------------------------------- |
| Бьертан          | рум. Biertan нем. Birthälm венг. Berethalom        |             | Сибиу   | Укреплённая церковь в Бьертане     | 46°08′07″ с. ш. 24°31′17″ в. д. |
| Валя-Вийлор      | рум. Valea Viilor нем. Wurmloch венг. Nagybaromlak |             | Сибиу   | Укреплённая церковь в Валя-Виилоре | 46°05′00″ с. ш. 24°16′37″ в. д. |
| Вискрь           | рум. Viscri нем. Weißkirch венг. Fehéregyháza      |             | Брашов  | Укреплённая церковь в Вискре       | 46°03′17″ с. ш. 25°05′19″ в. д. |
| Дыржиу           | рум. Dârjiu нем. Ders венг. Székelyderzs           |             | Харгита | Укреплённая церковь в Дыыржиу      | 46°12′08″ с. ш. 25°11′57″ в. д. |
| Кылник           | рум. Câlnic нем. Kelling венг. Kelnek              |             | Алба    | Кылницкая крепость                 | 45°53′21″ с. ш. 23°39′37″ в. д. |
| Прежмер          | рум. Prejmer нем. Tartlau венг. Prázsmár           |             | Брашов  | Укреплённая церковь в Прежмере     | 45°43′19″ с. ш. 25°46′24″ в. д. |
| Саскиз           | рум. Saschiz нем. Keisd венг. Szászkézd            |             | Муреш   | Укреплённая церковь в Саскизе      | 46°11′39″ с. ш. 24°57′37″ в. д. |